# センテニアル (コロラド州)
センテニアル（英: Centennial）は、アメリカ合衆国コロラド州のアラパホ郡にある都市。人口は10万8418人（2020年）。2001年に誕生した若い市である。州都デンバーの南に位置している。

## 歴史
センテニアルは2001年2月7日にアラパホ郡の国勢調査指定地域（CDP）だったキャッスルウッドやサウスグレンなど未編入領域を合わせて市になった。2000年9月12日に行われたこの地域の住民投票で市制施行が承認され、同時に市の公式名称としてセンテニアルが選定された。市制施行の投票結果は賛成が77％あり、また人口10万人以上の市が誕生するのはアメリカ史の中で最初のことだった。市制を選んだ大きな理由は、州間高速道路25号線回廊の中でグリーンウッドビレッジ市がその税収基盤を改善するために周りの未編入領域を併合する意図があり、これを免れることだった。アラパホ郡の未編入領域にある事業から得られる税金は、道路工事など郡の事業の大半を支えていた。併合の権利に対して自治体化の権利を優先させるために多くの訴訟も起こされていた。
市は税率1％を守ることを約束して自治体化された。自治体化に反対する運動の1つは未編入領域の消費税率を3.8％で維持することを訴えていた。センテニアル市のウェブサイトに拠れば、市の現行税率は約束の2.5倍、すなわち2.5％となっている。
市が出来たばかりなので、デンバー・オーロラ・ブルームフィールド都市圏の住人の多くはセンテニアルという名前でこの地域を認識していない。これは特にセンテニアル市が入っている場所の郵便番号が元々オーロラ、イングルウッド、リトルトンの各市に割り振られていたものだったからである。このために市内の場所の郵便用住所は、市名としてオーロラ、イングルウッド、リトルトンから始めることが多くなっている。センテニアルとイングルウッドは市境すら接しておらず、また市内の一部はオーロラ市などに取り囲まれている所があるで、このことでかなりの混乱を生んでいる。
センテニアル市は最近自治都市憲章会議を開催し、新しい市憲章が採択された。新しい憲章は2008年6月10日の住民投票で、2対1の割合で承認された。
元アラパホ郡空港と呼ばれていたセンテニアル空港は市に隣接してあるが、アラパホ郡の未編入領域内にある。この空港がこの名前を採用したのは30年以上も前のことなので、センテニアル市によって命名された訳ではない。

## 地理
センテニアルは北緯39度35分47秒 西経104度50分38秒 / 北緯39.59639度 西経104.84389度に位置する。

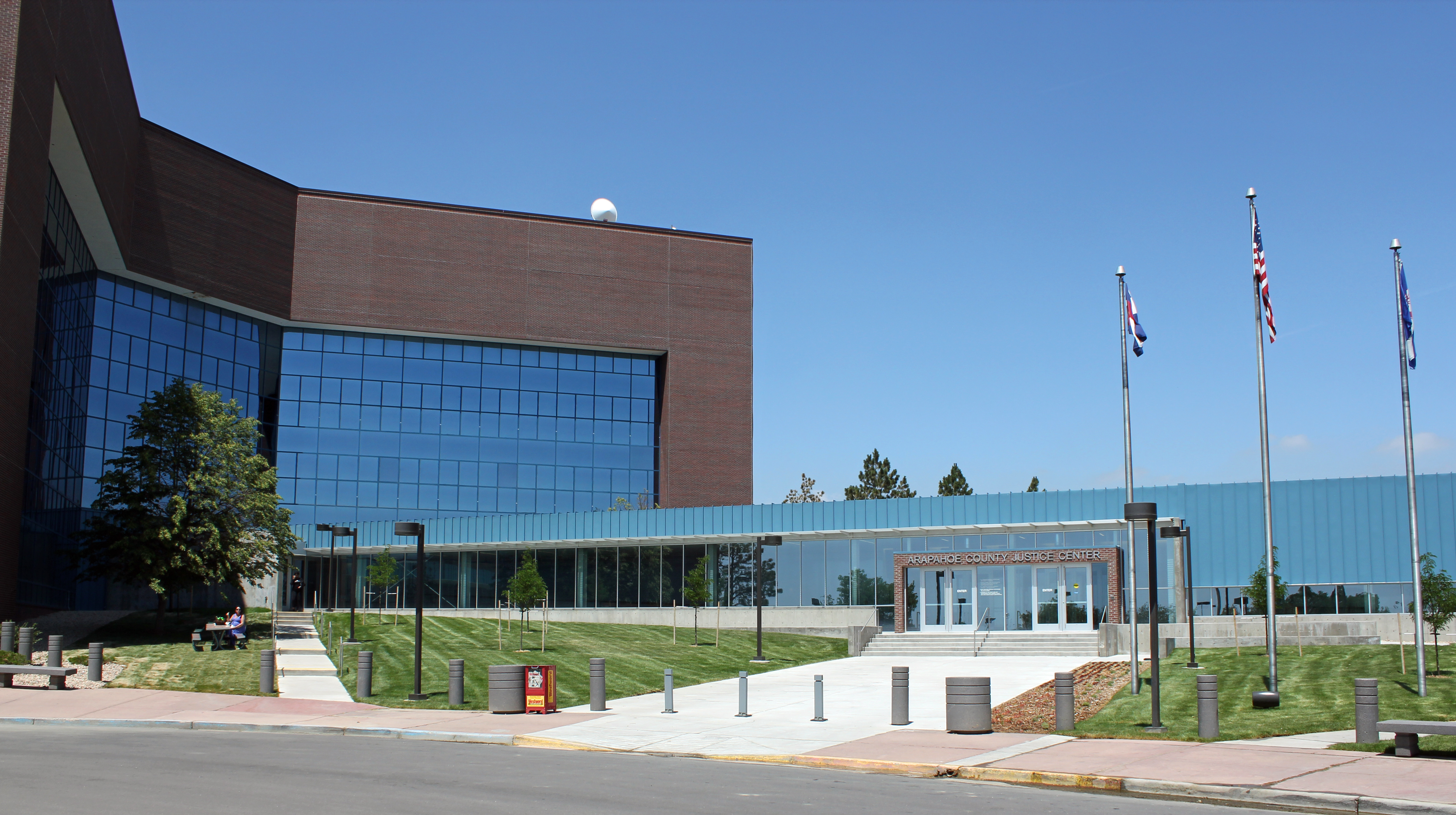
郡裁判所

市域全面積は27.9平方マイル (72.0 km2)である。州間高速道路25号線によってほぼ2分されており、事業と娯楽の中心は道路の西側にある。市境は非常に複雑であり、選挙区割りは問題がある。特に圧倒的に住宅が多い市の東部は、フォックスフィールド町、オーロラ市の一部および未編入領域と、地図の上で歪んだチェッカー盤のように見える。
市内には多くの丘、小峡谷および谷があり、ドライクリーク・ダム、デコベンド公園およびハイライン運河などその未開発地域は通常レクリエーション用の歩道がある。この領域には野生生物が多く、コロラド州のフロント山脈生態系の実情を反映しチル。近年はコヨーテの生体数が多く、家庭用のペットをコヨーテが餌食にするのを以下にして防ぐかを住民に教育している。

### 近隣
- 北 = オーロラ
グリーンウッドビレッジ
- 東 = オーロラ
- 南 = ローンツリー
フォックスフィールド
パーカー
- 西 = リトルトン

## 人口動態
以下は2000年の国勢調査による人口統計データである。
基礎データ
- 人口: 103,100人（2004年推計）
- 世帯数: 36,200世帯

人種別人口構成
- 白人: 87.4%
- アフリカン・アメリカン: 2.4%
- ネイティブ・アメリカン: 0.4%
- アジア人: 3.6%
- その他の人種: 0.25%
- ヒスパニック・ラテン系: 4.8%

- 年齢の中央値: 37.2歳
- 性比（女性100人あたり男性の人口）
  - 総人口: 98.0

## 交通
デンバー地域交通局のE線（en:E Line (RTD)）とR線（en:R Line (RTD)）が市内に乗り入れている。

## 教育
センテニアルの公共教育はリトルトン公共教育学区とチェリークリーク公共教育学区が管轄している。これら学校の中に高校は5校、中学校は6校、小学校は19校ある。他に私立学校が5校ある。

## 政治

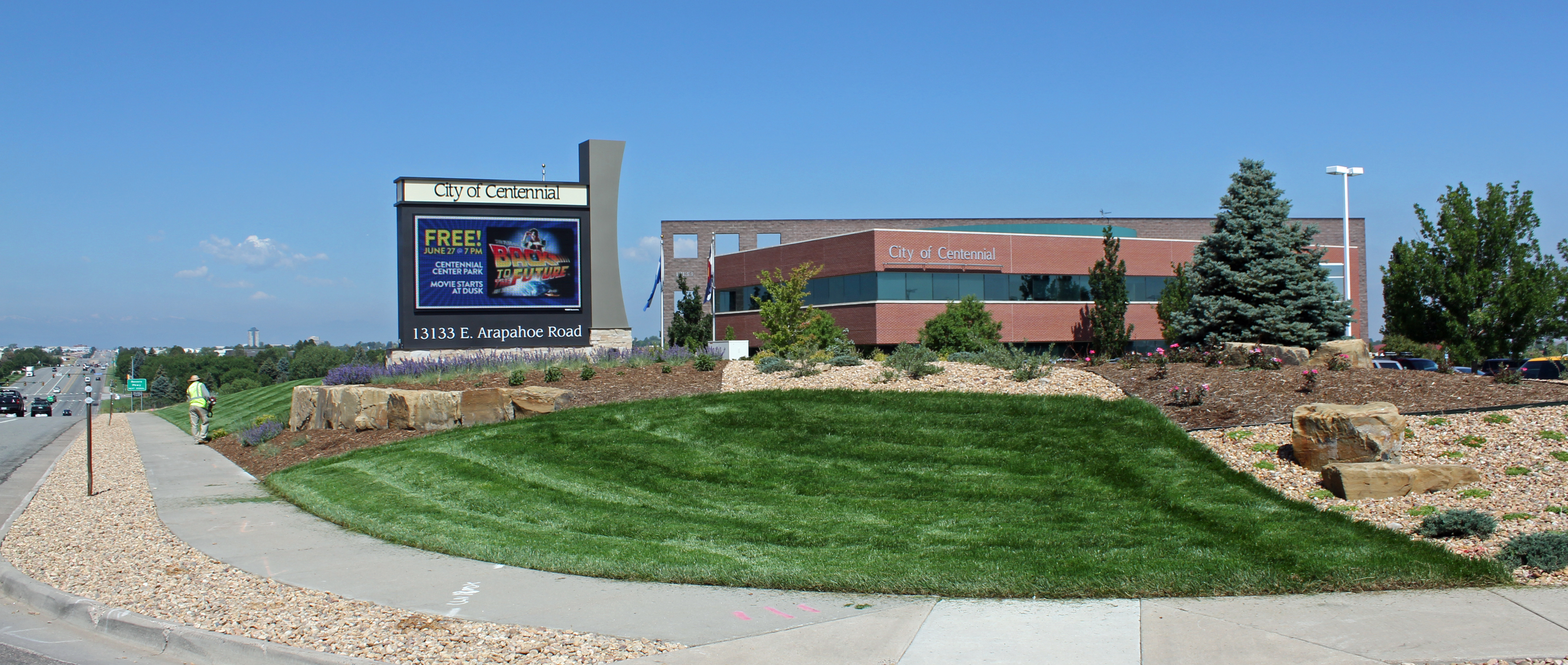
市役所

センテニアルは市長・市政委員会方式を採用しており、市の課税と収税権限を制限している。市政委員会は8人の委員からなる。市長と市政委員は非常勤であり、他に職業を持っている。

## 見どころ
- ガンマ・ファイ・ベータ友愛会の国際本部が市内にある。この会はソロリティという言葉を使った最初の女性組織である。
- 2008年9月10日、コロラド州では初のイケアの店舗建設場所としてセンテニアルが選ばれたという報道があった。
- 末日聖徒イエス・キリスト教会のデンバー神殿がセンテニアル市内にある。この神殿は教会としては40番目のものであり、1986年10月24日から28日に大管長エズラ・タフト・ベンソンによって除幕された。